# Топкасов, Леонид Петрович
Топкасов Леонид Петрович — Герой Социалистического Труда.

## Биография
Родился в 1922 году в селе Мендерское Курганской области. Закончил Челябинский строительный техникум.
Мастер, работник планового отдела, участник эвакуации завода имени Орджоникидзе, начальник отдела, руководитель Кемеровского филиала Сибметаллургмонтажа.
В 1971 году получил звание Героя Социалистического Труда.
В дальнейшем — заместитель начальника Кузбасского монтажно-распределительного управления Министерства монтажных и специальных работ СССР.